# Erythrodiplax anomala
Erythrodiplax anomala är en trollsländeart som först beskrevs av Brauer 1865.  Erythrodiplax anomala ingår i släktet Erythrodiplax och familjen segeltrollsländor. Inga underarter finns listade i Catalogue of Life.